# Сень (Канталь)
Сень (фр. Saignes, окс. Sanhas) — коммуна во Франции, находится в регионе Овернь. Департамент — Канталь. Административный центр кантона Сень. Округ коммуны — Морьяк.
Код INSEE коммуны — 15169.

## География
Коммуна расположена приблизительно в 400 км к югу от Парижа, в 70 км юго-западнее Клермон-Феррана, в 50 км к северу от Орийака.

## Население
Население коммуны на 2008 год составляло 894 человека.
| 1962 | 1968 | 1975 | 1982 | 1990 | 1999 | 2008 |
| ---- | ---- | ---- | ---- | ---- | ---- | ---- |
| 642  | 702  | 735  | 957  | 1009 | 1006 | 894  |

## Администрация
| Период | Период | Фамилия     | Партия | Примечания |
| ------ | ------ | ----------- | ------ | ---------- |
| 2001   | 2008   | Робер Мегре |        |            |
| 2008   |        | Эрве Гутий  |        |            |

## Экономика
В 2007 году среди 507 человек в трудоспособном возрасте (15—64 лет) 348 были экономически активными, 159 — неактивными (показатель активности — 68,6 %, в 1999 году было 70,1 %). Из 348 активных работали 317 человек (169 мужчин и 148 женщин), безработных было 31 (13 мужчин и 18 женщин). Среди 159 неактивных 28 человек были учениками или студентами, 76 — пенсионерами, 55 были неактивными по другим причинам.

## Достопримечательности
- Замок XII века. Памятник истории с 1921 года[3]
- Церковь Сент-Круа[фр.] (XII век). Памятник истории с 1921 года[4]
- Несколько домов XVI века на церковной площади

## Фотогалерея
- Мэрия
- Часовня Нотр-Дам
- Церковь Сент-Круа
- Интерьер церкви Сент-Круа
- Дом XVI века
- Замок